# The Commissioner
The Commissioner is een Belgisch-Duits-Brits-Amerikaanse thriller uit 1998 onder regie van George Sluizer.

## Verhaal
James Morton moet ontslag nemen als minister in de Britse regering. Hij wordt naar Brussel gestuurd om Brits commissaris te worden voor de Europese Unie. Een anonieme briefschrijver attendeert hem op een web van politieke en industriële corruptie. Hij neemt de handschoen op tegen de grootschalige fraude op internationaal niveau.

## Rolverdeling
| Acteur              | Personage                   |
| ------------------- | --------------------------- |
| John Hurt           | James Morton                |
| Rosana Pastor       | Helena Moguentes            |
| Alice Krige         | Isabelle Morton             |
| Armin Mueller-Stahl | Hans Koenig                 |
| Johan Leysen        | Horst Kramer                |
| Simon Chandler      | Peter Simpson               |
| David Morrissey     | Murray Lomax                |
| James Faulkner      | Gordon Cartwright           |
| Alan MacNaughton    | Karl Ritter                 |
| Bill Bolender       | Arthur Groom                |
| Julian Wadham       | Premier                     |
| Adrian Brine        | Voorzitter                  |
| Kevork Malikyan     | Griekse commissaris         |
| John Abbott         | Advocaat van de commissaris |
| Max Gold            | Advocaat van Morton         |